# Amazonides fumicolor
Amazonides fumicolor là một loài bướm đêm trong họ Noctuidae.